# Valère Bernard
Valère Bernard (en francés:Valèri Bernard), (Marsella, 10 de febrero de 1860-Marsella, 6 de octubre de 1936), fue pintor, escritor y poeta francés. Dejó una gran obra gráfica y sus obras continuaron siendo publicadas después de su muerte.

## Biografía
Además de poeta y novelista, fue pintor escultor y grabador. Su familia era originaria de Aviñón. Entró a la edad de 15 años en la Escuela de Bellas Artes de Marsella para seguir el curso de Joanny Rave (1827-1887). Continuó con sus estudios en la Escuela Nacional Superior de Bellas Artes de París, donde tuvo como profesores a Alexandre Cabanel y a Pierre Puvis de Chavannes.  En 1896, se encontró con Félicien Rops quien influyó tanto su escritura como en sus temas. Se hizo amigo de Alfons Mucha, quien le introdujo en la elaboración de carteles litográficos. De vuelta en Marsella, durante sus primeras exposiciones, la crítica le saludó su talento tanto en sus grabados como en su pintura.
Perteneció a la Escolo de la Mar, que, hacia 1880 se propuso crear una poesía de la Provenza marítima, y siguió sus cánones, tanto en los versos --La pobretería (1889), especie de canción de los gueux marselleses, y L'aubre en flour (1913)-- como en las novelas: Bagatouni (1894) y Lei Boumian (1910). Realista vigoroso, llevó a cabo logradas descripciones del paisaje y la vida mediterráneos. El espíritu socialista y el pesimismo que alientan en todas sus obras confieren originalidad a su producción, la cual, de esta suerte, rebasa el círculo ordinario de la literatura de los felibres.
En 1930 y hasta su muerte fue presidente de la Sociedad de estudios occitanos. En 1903 fue elegido miembro y presidente de la Academia de Marsella.
Valere Bernard está enterrado en el cementerio Saint Pierre de Marsella.

## Obras
- Li Balado d'Aram, 1883
- Li Cadarau, 1884
- Guerro, strophes gravées sur onze eaux-fortes, 1893
- Bagatóuni, romance, 1894
- La Pauriho, poemas, 1899
- Long la Mar Latino, poemas, 1908
- Lei Bóumian, 1910
- L'Aubre en Flour, poemas, 1913
- La Legenda d'Esclarmonda, poemas en doce cantos, 1925
- Lugar, conte magic, poemas, 1935

Ediciones Póstumas
- Lindaflor, Rèina dels Somnhes, 1938
- Letanìo, poemas, 1946
- La Légende de Jean de l'Ours, con trece grabados originales, 1974
- Mémoires, 1978
- Jouglar Felibre, de la traducción del francés, 1982
- Proumié e darrié pouèmo, Poems ilustres y trece grabados y diseños, 1986
- Dans le monde des rêves,[7] récit, 1986
- Ienoun, 1987
- La Feruno, 1992
- Angèlo Dàvi, 1996

## Galería

Pinturas y diseños de Valère Bernard
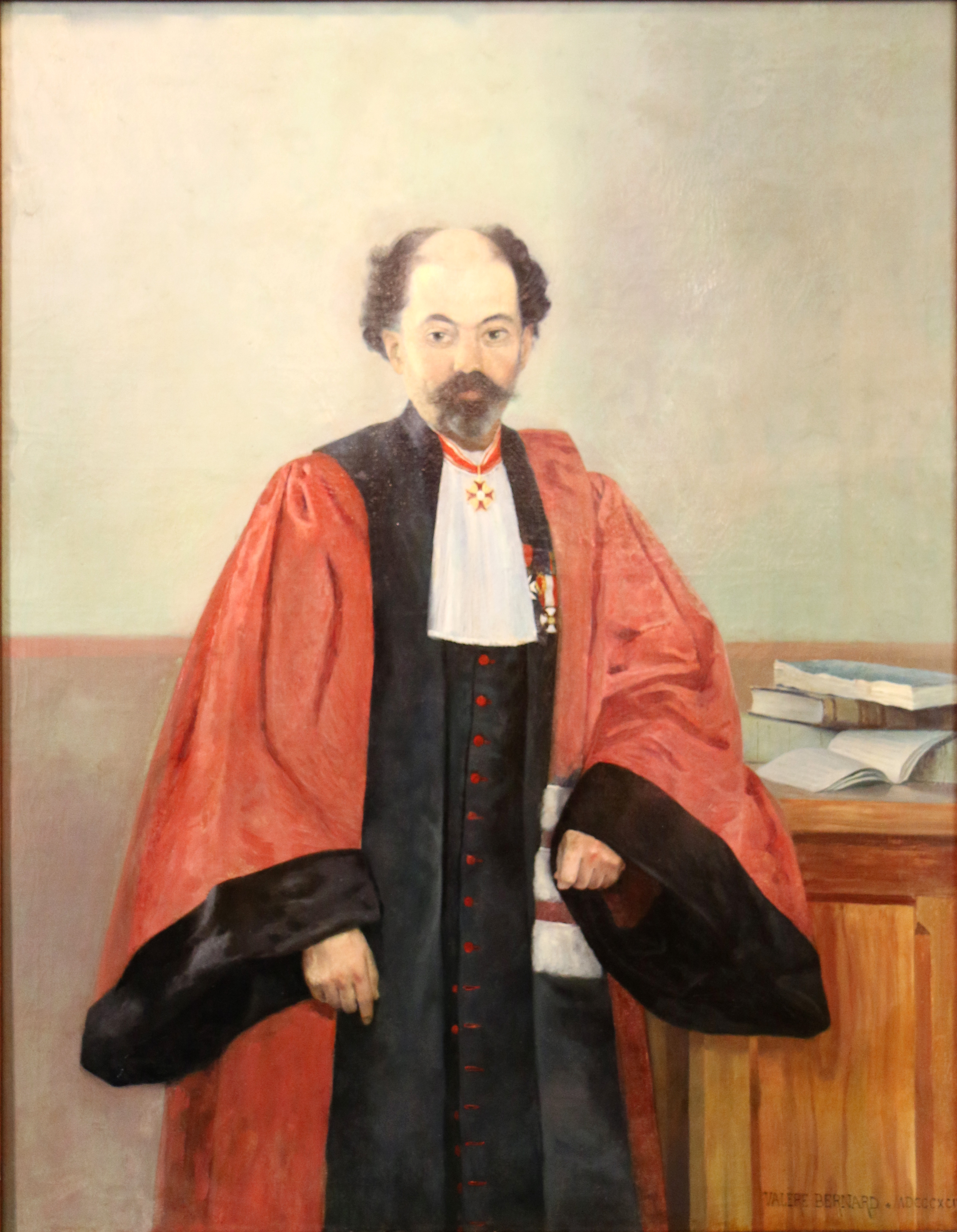
Portrait d'Auguste Fortuné Marion
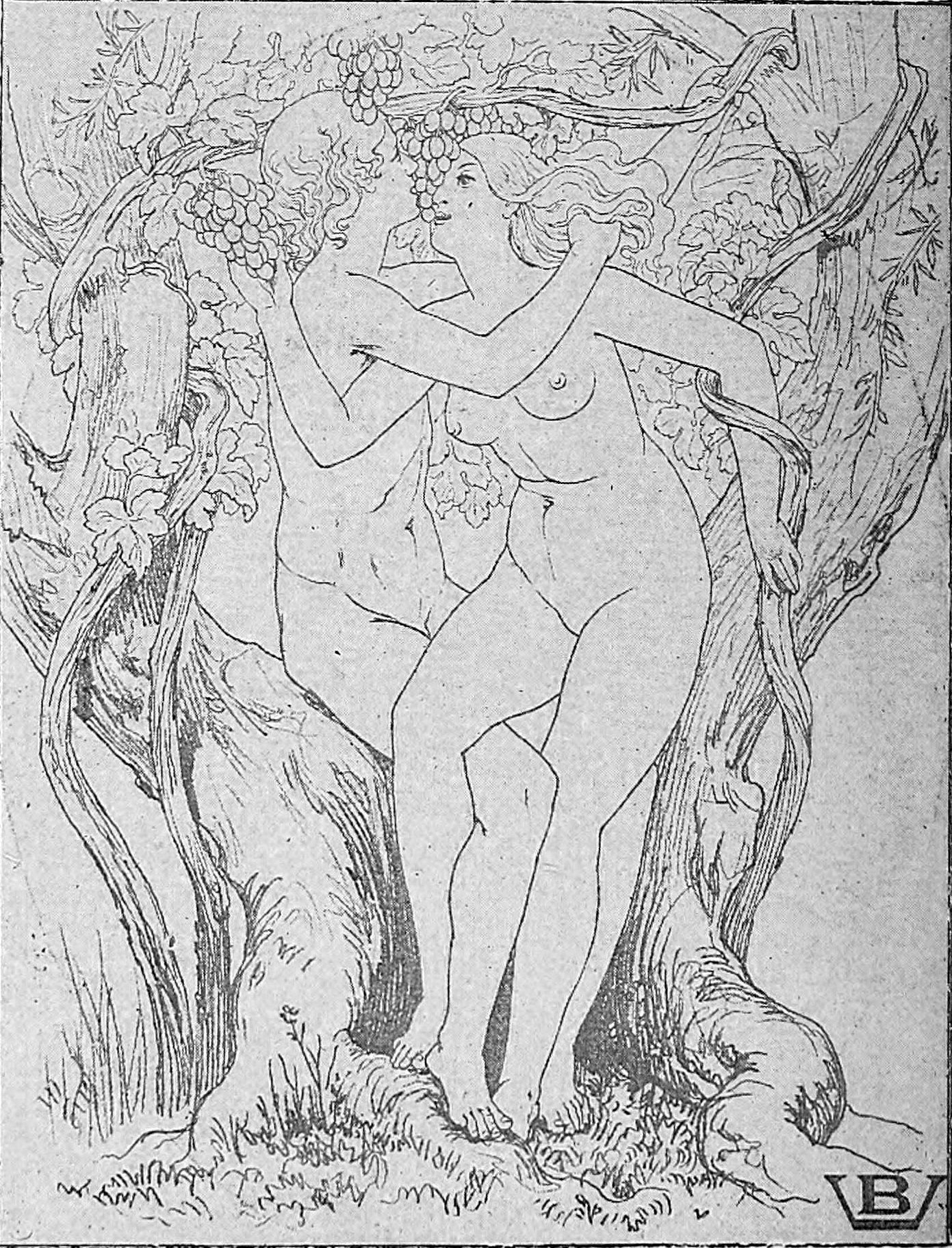
La Vigne
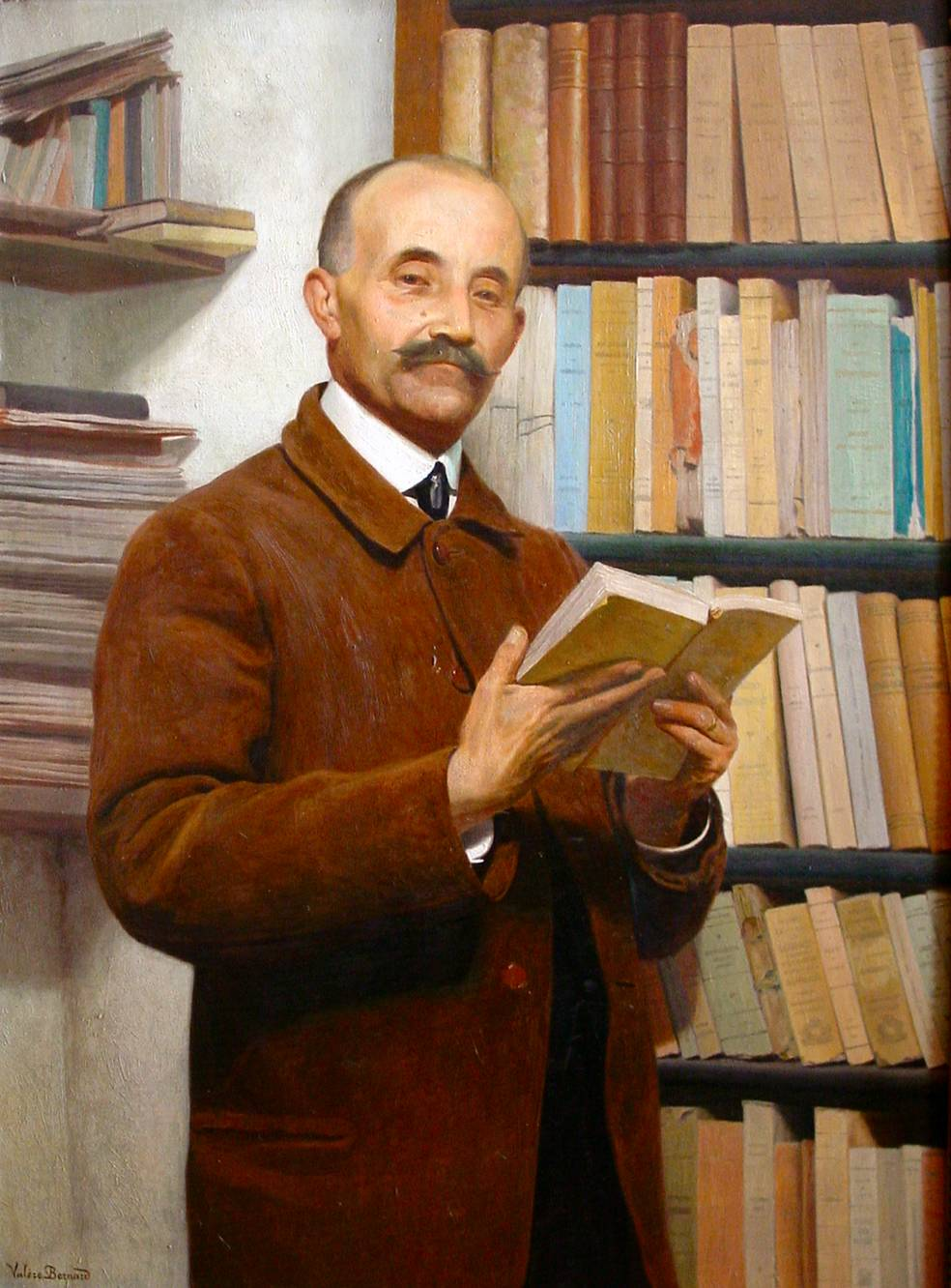
portrait de paul Ruat